# 오고세정
오고세정(일본어: 越生町 오고세마치[*])은 일본 사이타마현 중앙에 위치한 이루마군의 정이다.

## 지리
간토평야 안에 있어 정역은 모두 평지이고 산이 없다. 동쪽의 경계를 아야세강이, 서쪽의 경계를 하라이치누마강이 흐른다. 신칸센의 고가가 정내를 분단하고 도호쿠 신칸센이 정의 남부를, 조에쓰 신칸센이 중북부를 따라서 등뼈와 같이 남북으로 통과하고 있다.
정내 서부에는 일찍이 고쿠사이 전신전화 주식회사(현 KDDI)의 통신 시설이 놓여 있었고 그 주변은 삼림이었다. 연수 시설이나 학교 등이 되어 있는 현재도 지역 주민들에게 "무선산"으로 불리고 있다.
이전에는 배, 포도 등을 재배하는 전형적인 농촌이었지만 사이타마 신도시 교통 이나선을 시작으로 교통로의 정비, 교육 시설의 유치 등과 함께 택지 조성이 급속히 진행되고 있다.

## 역사
- 1889년 4월 1일 - 오고세정이 성립되었다.
- 1955년 2월 11일 - 우메소노촌을 편입하였다.

## 인구
| 연도 | 인구   | ±%     |
| ---- | ------ | ------ |
| 1920 | 8,194  | —      |
| 1930 | 8,219  | +0.3%  |
| 1940 | 7,881  | −4.1%  |
| 1950 | 10,061 | +27.7% |
| 1960 | 9,956  | −1.0%  |
| 1970 | 10,147 | +1.9%  |
| 1980 | 11,361 | +12.0% |
| 1990 | 11,947 | +5.2%  |
| 2000 | 13,718 | +14.8% |
| 2010 | 12,540 | −8.6%  |

## 교통

### 철도
- 동일본 여객철도 하치코선
- 도부 철도 오고세선